# ماء الوجه
ماء الوجه هو مصطلح اجتماعي يدل على شرف أو رفعة الشخص ومستعمل في معظم أصقاع الأرض. وفي تقاليد المجتمعات، «حفظ ماء الوجه» يعني القيام بعمل ما لتصحيح خطأ أصاب الشخص في شرفه أو أضر بمنزلته الاجتماعية. وهي من المبادئ الأساسية في علم الاجتماع واللسانيات المجتمعية وعلوم المعاني ونظريات التأدب والعلوم السياسية والتواصل والتخاطب ونظرية الفراسة.

## التعريف

### العربية
يستعمل مصطلح «فقدان ماء الوجه» تعبيرًا عن إصابة الشخص أو المجموعة بضرر نتيجة عمل ما. ويستعمل مصطلح «حفظ ماء الوجه» تعبيرًا عن إجراءات متخذه لإعادة الهيبة أو الشرف أو المنزلة التي فقدت بسبب خطأٍ ما. وإن كان المصاب هو عرض الشخص، يكون حفظ ماء الوجه بالإجمال عملًا انتقاميًّا.

### الإنكليزية
كلمة Face (وجه) تستعمل كتعبير عن الشرف في حالتين:
- Save Face («سيف فايس»، حفظ الوجه) للدلالة على الدفاع عن الشرف أو المكانة.
- Lose Face («لوز فايس»، فقدان الوجه) للدلاة على إصابة ضرر بالشرف أو المكانة.

### الفرنسية
في الفرنسية نقول أيضاً sauver la face وهناك تقارب مع الإنكليزية في ذلك.

### الصينية
يفترض علماء اللغة الإنجليزية أن مفهوم الوجه باللغة الإنجليزية أصله من اللغة الصينية، وكان يعتقد أن الصينية مِنْ أقدمِ مَا استعمل تعبير «حفظ ماء الوجه» قبل أن تدل الدراسات اللغوية على أن أغلب لغات العالم تحوي هذا المفهوم كما يظهر في هذه المقالة. في الصينية تعبيران عن مصطلح الوجه الاجتماعي هما (留面子، ليو ميانزي = إمنح وجه) ولها مرادفات عديدة منها: «خسارة الوجه» (失面子، شي ميان زي)، و «العراك من أجل الوجه» (爭面子، جينغ ميان زي).

### جنوب السلاف
تستعمل كلمة "образ" (أوبراز، =وجه) في الصرب وكرواتيا وبلغاريا كتعبير عن الشرف والإباء ولها مدلولات أخرى مثل الشكل أو المظهر أو الشخصية أو الرمزية. بينما مصطلح «بيزوبرازان» (من دون وجه) ليدل على العار.

## للإستزادة
- مجتمع العار
- شرف
- نبل